# Jean-Baptiste Moreau
Jean-Baptiste Moreau (Angers, 1656 – Parigi, 24 agosto 1733) è stato un compositore francese.

## Biografia
Moreau ricevette la sua prima formazione musicale come cantante nel coro nella cattedrale di San Maurizio di Angers. Risiedette per breve tempo a Langres e a Digione, prima di stabilirsi definitivamente a Parigi. Qui riuscì a entrare a Corte, al servizio di re Luigi XIV. Qui ricevette l'incarico di maestro di cappella nella Maison de Saint Cyr, che era sotto la protezione della Madame de Maintenon, in cui era attivo anche il compositore Guillaume-Gabriel Nivers (1632–1714), che era organista e insegnante di canto. Nel 1694 divenne direttore musicale della Musique des États du Languedoc, ma dopo un breve periodo tornò nella capitale. Negli ultimi anni della sua vita ricevette una pensione reale.
Moreau compose mottetti e musicò le parti del coro nelle tragedie bibliche Esther e Athalie di Jean Racine (1639–1699). Ebbe successo come pedagogo musicale: ebbe come allievi Michel Pignolet de Montéclair (1667–1737), Louis-Nicolas Clérambault (1676–1749) e Jean-François Dandrieu (1682–1738).